# Giochi olimpici invernali silenziosi del 1955
I Giochi olimpici invernali silenziosi del 1955 fu la terza edizione del Deaflympics, che si organizzò in Germania Ovest, ad Oberammergau.

## Partecipanti
- Germania
- Norvegia
- Austria
- Svezia
- Finlandia
- Svizzera
- Francia
- Italia

## Discipline
- Sci slalom
- Sci alpino
- Sci da discesa
- Sci di fondo
- Salto con gli sci
- Combinata nordica

## Medagliere
| Posizione | Nazione   | Oro | Argento | Bronzo | Totale |
| --------- | --------- | --- | ------- | ------ | ------ |
| 1         | Norvegia  | 10  | 6       | 4      | 20     |
| 2         | Germania  | 0   | 1       | 3      | 4      |
| 3         | Austria   | 1   | 1       | 0      | 2      |
| 4         | Finlandia | 0   | 2       | 2      | 4      |
| 5         | Svezia    | 0   | 1       | 1      | 2      |
| 6         | Svizzera  | 0   | 0       | 0      | 0      |
| 6         | Italia    | 0   | 0       | 0      | 0      |
| 6         | Francia   | 0   | 0       | 0      | 0      |
|           | Totale    | 10  | 11      | 11     | 32     |